# Urup (fiume)
L'Urup è un fiume della Russia europea meridionale (Territorio di Krasnodar e Repubblica Autonoma di Karačaj-Circassia), affluente di sinistra del Kuban'.
Ha origine dal versante settentrionale della catena montuosa del Gran Caucaso, a breve distanza dal confine con la Georgia; scorre con direzione mediamente settentrionale dapprima in una stretta valle in ambiente montano, successivamente (nel basso corso) attraversando parte del grande bassopiano ciscaucasico. Non bagna centri urbani di rilievo ad eccezione del principale, la città di Armavir, situata a breve distanza dalla sua confluenza nel Kuban'.
Il fiume ha portata d'acqua piuttosto bassa, a causa delle estati piuttosto calde e dell'aridità che caratterizzano gran parte del bacino; al contrario di quasi tutti i fiumi russi, il congelamento delle acque è breve (mediamente, solo nel periodo dicembre-febbraio) e può anche, in alcuni anni, non verificarsi.